# Trichopsis
Trichopsis is een geslacht van straalvinnige vissen uit de familie van de echte goerami's (Osphronemidae).

## Soorten
- Trichopsis pumila (Arnold, 1936)
- Trichopsis schalleri (Kottelat & Ng, 1994)
- Trichopsis vittata (Cuvier, 1831)